# Baliza

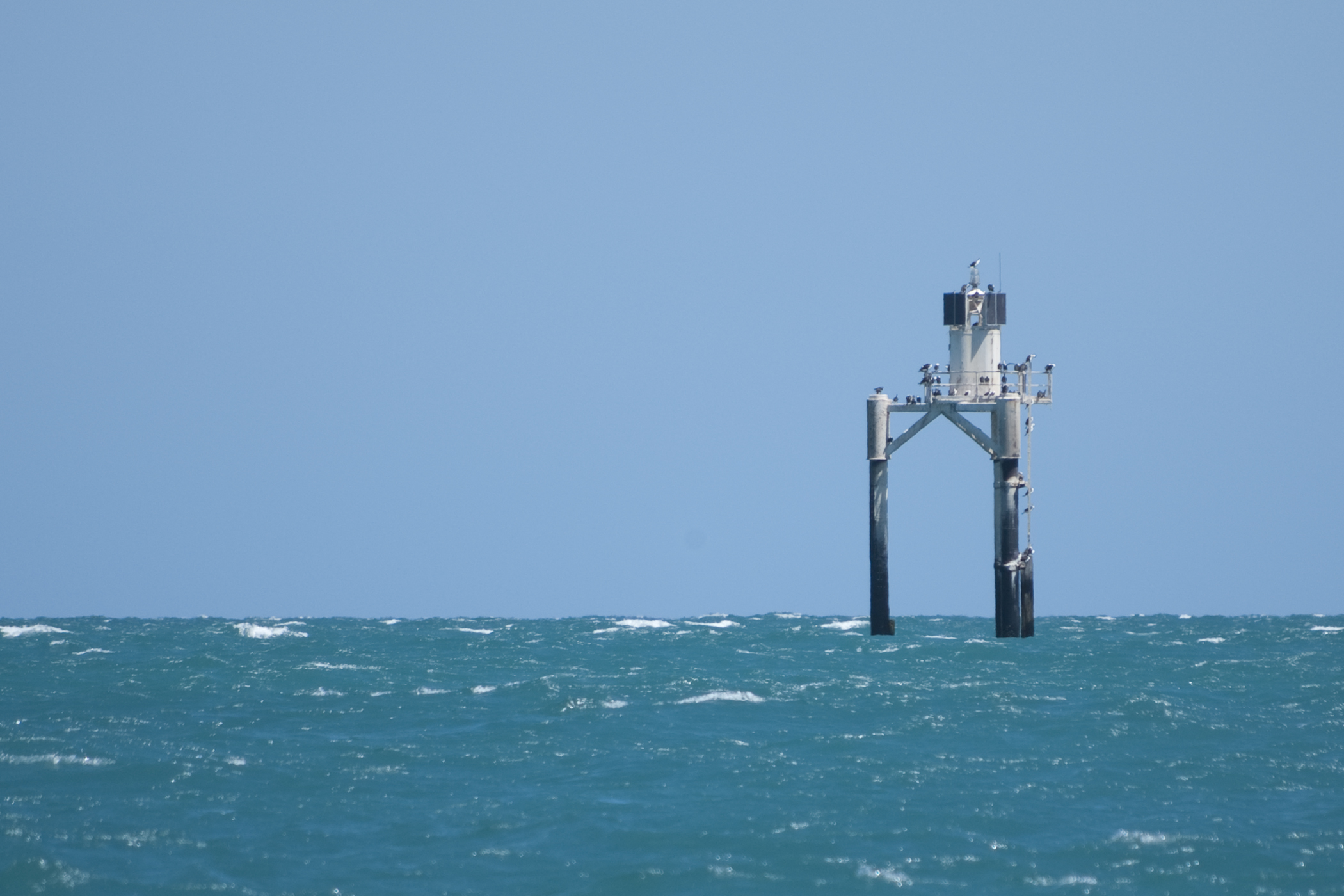
Uma baliza de navegação indicando em Port Vincent, Austrália

Baliza é um dispositivo intencionalmente visível, projetado para atrair a atenção para um local específico. Um exemplo comum é o farol, que chama a atenção para um ponto fixo que pode ser usado para contornar obstáculos ou entrar no porto. Exemplos mais modernos incluem uma variedade de sinalizadores de rádio que podem ser lidos em localizadores de direção de rádio em qualquer clima e transponders de radar que aparecem em monitores de radar.
As balizas também podem ser combinadas com indicadores semafóricos ou outros para fornecer informações importantes, como o status de um aeroporto, pela cor e padrão rotacional do farol do aeroporto, ou de condições meteorológicas pendentes, conforme indicado em um farol meteorológico montado no topo de um edifício alto ou local semelhante. Quando usados dessa forma, os beacons podem ser considerados uma forma de telegrafia óptica.
Historicamente, as balizas eram fogueiras acesas em locais conhecidos em colinas ou lugares altos, usados quer como faróis para navegação no mar, quer para sinalizar por terra que tropas inimigas se aproximavam, a fim de alertar as defesas. Como sinais, as balizas são uma forma antiga de telégrafo óptico. Na China imperial, as sentinelas na Grande Muralha e perto dela usavam um sofisticado sistema de fumaça diurna e chamas noturnas para enviar sinais ao longo de longas cadeias de torres de farol.